# Список кавалерів Лицарського хреста Залізного хреста 1-ї танкової дивізії Лейбштандарте-СС «Адольф Гітлер»
Список військовослужбовців 1-ї танкової дивізії Лейбштандарте-СС «Адольф Гітлер» — кавалерів Лицарського хреста Залізного хреста — перелік офіцерів, фельдфебелів та унтерофіцерів, які в роки Другої світової війни проходили службу в лавах 1-ї танкової дивізії Лейбштандарте-СС «Адольф Гітлер» і були удостоєні найвищої військової нагороди Третього Рейху — Лицарського хреста Залізного хреста та його вищими ступенями. Загалом було відзначено 66 військових дивізії, зокрема тричі — Лицарського хреста Залізного хреста з дубовим листям і мечами, 10 стали кавалерами Лицарського хреста Залізного хреста з дубовим листям і 53 — кавалерами Лицарського хреста Залізного хреста. Першим кавалером вищої нагороди нацистської Німеччини серед військовослужбовців LSSAH став командир моторизованого полку СС «Лейбштандарт СС Адольф Гітлер» СС-обергрупенфюрер і генерал Ваффен-СС Йозеф Дітріх, відзначений 4 липня 1940 року за успішне командування полком у Французькій кампанії 1940 року.

## Список нагороджених Лицарським хрестом Залізного хреста

### Кавалери Лицарського хреста Залізного хреста з дубовим листям та мечами
| # | Фото | Ім'я (роки життя)         | Військове звання                           | Формування                              | Дата нагородження №  | Прим. |
| - | ---- | ------------------------- | ------------------------------------------ | --------------------------------------- | -------------------- | --- |
| 1 |      | Йозеф Дітріх (1892–1966)  | СС-обергрупенфюрер та генерал військ СС    | командир моторизованої дивізії СС LSSAH | 14 березня 1943 № 26 | 6 серпня 1944 року удостоєний діамантів до Лицарського хреста Залізного хреста з дубовим листям та мечами (командир I танкового корпусу СС) |
| 2 |      | Теодор Віш (1907–1995)    | СС-бригадефюрер та генерал-майор Ваффен-СС | командир 1-ї танкової дивізії СС LSSAH  | 30 серпня 1944 № 94  | |
| 3 |      | Йоахім Пайпер (1915–1976) | СС-оберштурмбанфюрер                       | командир 1-го танкового полку СС LSSAH  | 11 січня 1945 № 119  | |

### Кавалери Лицарського хреста Залізного хреста з дубовим листям
| #  | Фото | Ім'я (роки життя)           | Військове звання                           | Формування                                                        | Дата нагородження №   | Прим. |
| -- | ---- | --------------------------- | ------------------------------------------ | ----------------------------------------------------------------- | --------------------- | --- |
| 1  |      | Йозеф Дітріх (1892–1966)    | СС-обергрупенфюрер та генерал військ СС    | командир моторизованої дивізії СС LSSAH                           | 31 грудня 1941 № 41   | 6 серпня 1944 року удостоєний діамантів, 14 березня 1943 року — мечів до Лицарського хреста Залізного хреста |
| 2  |      | Курт Меєр (1910–1961)       | СС-оберштурмбанфюрер                       | командир розвідувального батальйону СС LSSAH                      | 23 лютого 1943 № 195  | 27 серпня 1944 року удостоєний мечів № 91 до Лицарського хреста Залізного хреста з дубовим листям (командир 12-ї танкової дивізії СС «Гітлерюгенд»)                                                                                 |
| 3  |      | Фріц Вітт (1908–1944)       | СС-штандартенфюрер                         | командир 1-го панцергренадерського полку СС LSSAH                 | 1 березня 1943 № 200  | |
| 4  |      | Альберт Фрей (1913–2003)    | СС-оберштурмбаннфюрер                      | командир 1-го панцергренадерського полку СС LSSAH                 | 20 грудня 1943 № 359  | |
| 5  |      | Гуго Краас (1911–1980)      | СС-оберштурмбаннфюрер                      | командир 2-го панцергренадерського полку СС LSSAH                 | 24 січня 1944 № 375   | |
| 6  |      | Йоахім Пайпер (1915–1976)   | СС-штурмбанфюрер                           | командир 1-го танкового полку СС LSSAH                            | 27 січня 1944 № 377   | 27 серпня 1944 року удостоєний мечів № 119 до Лицарського хреста Залізного хреста з дубовим листям (командир 1-го танкового полку СС «Лейбштандарт СС Адольф Гітлер»)                                                               |
| 7  |      | Міхаель Віттман (1914–1944) | СС-унтерштурмфюрер                         | командир взводу 13-ї роти 1-го танкового полку СС LSSAH           | 30 січня 1944 № 380   | 22 червня 1944 року удостоєний мечів № 71 до Лицарського хреста Залізного хреста з дубовим листям (командир роти 101-го важкого танкового батальйону СС (у підпорядкуванні 1-ї танкової дивізії СС «Лейбштандарт СС Адольф Гітлер») |
| 8  |      | Теодор Віш (1907–1995)      | СС-бригадефюрер та генерал-майор Ваффен-СС | командир 1-ї танкової дивізії СС LSSAH                            | 12 лютого 1944 № 393  | 30 серпня 1944 року удостоєний мечів № 94 до Лицарського хреста Залізного хреста з дубовим листям (командир 1-ї танкової дивізії СС «Лейбштандарт СС Адольф Гітлер»)                                                                |
| 9  |      | Вернер Пьочке (1914–1945)   | СС-штурмбанфюрер                           | командир 1-го батальйону 1-го панцергренадерського полку СС LSSAH | 15 березня 1945 № 783 | |
| 10 |      | Макс Гансен (1908–1990)     | СС-штандартенфюрер                         | командир 1-го панцергренадерського полку СС LSSAH                 | 17 квітня 1945 № 835  | |

### Кавалери Лицарського хреста Залізного хреста
| #  | Фото | Ім'я (роки життя)                  | Військове звання          | Формування                                                                                  | Дата нагородження № | Прим. |
| -- | ---- | ---------------------------------- | ------------------------- | ------------------------------------------------------------------------------------------- | ------------------- | --- |
| 1  |      | Йозеф Дітріх (1892–1966)           | СС-обергрупенфюрер        | командир мотопіхотного полку LSSAH                                                          | 4 липня 1940        | 6 серпня 1944 року удостоєний діамантів, 14 березня 1943 року — мечів, 31 грудня 1941 — дубового листя до Лицарського хреста Залізного хреста |
| 2  |      | Гергард Пляйсс (1915–1941)         | СС-оберштурмфюрер         | командир 1-ї роти панцергренадерської дивізії СС LSSAH                                      | 20 квітня 1941      | |
| 3  |      | Курт Меєр (1910–1961)              | СС-штурмбанфюрер          | командир розвідувального батальйону СС LSSAH                                                | 18 травня 1941      | 27 серпня 1944 року удостоєний мечів, 23 лютого 1943 — дубового листя до Лицарського хреста Залізного хреста |
| 4  |      | Теодор Віш (1907–1995)             | СС-оберштурмфюрер         | командир 2-го батальйону піхотного полку LSSAH                                              | 15 вересня 1941     | 30 серпня 1944 року удостоєний мечів, 12 лютого 1944 — дубового листя до Лицарського хреста Залізного хреста |
| 5  |      | Ґергард Бремер (1917–1989)         | СС-штурмбанфюрер          | командир 1-ї (мотоциклетної) роти розвідувального батальйону LSSAH                          | 30 жовтня 1941      | 26 листопада 1944 року удостоєний дубового листя до Лицарського хреста Залізного хреста (командир 12-го розвідувального батальйону 12-ї танкової дивізії СС «Гітлерюгенд») |
| 6  |      | Генріх Шпрінгер (1914–2007)        | СС-гауптштурмфюрер        | командир 3-ї роти мотопіхотного полку СС LSSAH                                              | 12 січня 1942       | |
| 7  |      | Ганс Реймлінг (1918–1943)          | СС-обершарфюрер           | командир взводу 2-ї роти 1-го танкового полку СС LSSAH                                      | 28 лютого 1943      | |
| 8  |      | Макс Вюнше (1914–1995)             | СС-штурмбанфюрер          | командир 1-го батальйону 1-го танкового полку СС LSSAH                                      | 28 лютого 1943      | 11 серпня 1944 року удостоєний дубового листя до Лицарського хреста Залізного хреста (командир 12-го танкового полку СС «Гітлерюгенд») |
| 9  |      | Герман Дальке (1917–1943)          | СС-обершарфюрер резерву   | командир 3-ї роти 1-го панцергренадерського полку СС LSSAH                                  | 3 березня 1943      | |
| 10 |      | Альфред Гюнтер (1917–1944)         | СС-обершарфюрер           | командир взводу 1-ї роти 1-го дивізіону штурмових гармат СС LSSAH                           | 3 березня 1943      | |
| 11 |      | Альберт Фрей (1913–2003)           | СС-штурмбанфюрер          | командир 1-го батальйону 1-го танкового полку СС LSSAH                                      | 3 березня 1943      | 20 грудня 1943 року удостоєний дубового листя до Лицарського хреста Залізного хреста |
| 12 |      | Йоахім Пайпер (1915–1976)          | СС-штурмбанфюрер          | командир 3-го (броньованого) батальйону 2-го панцергренадерського полку СС LSSAH            | 9 березня 1943      | 11 січня 1945 року удостоєний мечів, 27 січня 1944 — дубового листя до Лицарського хреста Залізного хреста |
| 13 |      | Вільгельм Бек (1919–1944)          | СС-оберштурмфюрер резерву | командир 2-ї роти 1-го танкового полку СС LSSAH                                             | 28 березня 1943     | |
| 14 |      | Ганс Беккер (1911–1944)            | СС-гауптштурмфюрер        | командир 2-ї роти 2-го панцергренадерського полку СС LSSAH                                  | 28 березня 1943     | |
| 15 |      | Герман Вайзер (1918–1970)          | СС-оберштурмфюрер         | командир 2-ї роти 1-го розвідувального батальйону СС LSSAH                                  | 28 березня 1943     | |
| 16 |      | Макс Гансен (1908–1990)            | СС-штурмбанфюрер          | командир 1-го панцергренадерського полку СС LSSAH                                           | 28 березня 1943     | 17 квітня 1945 року удостоєний дубового листя № 835 до Лицарського хреста Залізного хреста |
| 17 |      | Гуго Краас (1911–1980)             | СС-штурмбанфюрер          | командир 2-го панцергренадерського полку СС LSSAH                                           | 28 березня 1943     | 24 січня 1944 року удостоєний дубового листя № 375 до Лицарського хреста Залізного хреста |
| 18 |      | Рудольф Зандіг (1911–1994)         | СС-штурмбанфюрер          | командир 2-го батальйону 2-го панцергренадерського полку СС LSSAH                           | 5 квітня 1943       | |
| 19 |      | Франц Штаудеггер (1921–1995)       | СС-унтершарфюрер          | командир танку 13-ї (важкої) роти 1-го танкового полку СС LSSAH                             | 10 липня 1943       | |
| 20 |      | Рудольф фон Ріббентроп (1921–2019) | СС-оберштурмфюрер         | командир 6-ї роти 1-го танкового полку СС LSSAH                                             | 15 липня 1943       | |
| 21 |      | Мартін Гросс (1911–1984)           | СС-штурмбанфюрер          | командир 2-го батальйону 1-го танкового полку СС LSSAH                                      | 22 липня 1943       | |
| 22 |      | Курт Заметрайтер (1922–2017)       | СС-обершарфюрер           | командир взводу 3-ї (важкої) роти 1-го протитанкового дивізіону СС LSSAH                    | 31 липня 1943       | |
| 23 |      | Георг Карк (1911–1944)             | СС-оберштурмфюрер         | командир 9-ї роти 2-го панцергренадерського полку СС LSSAH                                  | 3 серпня 1943       | |
| 24 |      | Вернер Вольф (1922–1945)           | СС-унтерштурмфюрер        | ад'ютант 3-го (броньованого) батальйону 1-го панцергренадерського полку СС LSSAH            | 7 серпня 1943       | |
| 25 |      | Карл Реттлінгер (1922–1990)        | СС-гауптштурмфюрер        | командир 3-ї роти 1-го дивізіону штурмових гармат СС LSSAH                                  | 20 грудня 1943      | |
| 26 |      | Альфред Шнайдерайт (1919–1999)     | СС-роттенфюрер            | командир відділення протитанкових рушниць 8-ї роти 1-го панцергренадерського полку СС LSSAH | 20 грудня 1943      | |
| 27 |      | Георг Шенбергер (1911–1943)        | СС-оберштурмбанфюрер      | командир 1-го танкового полку СС LSSAH                                                      | 20 грудня 1943      | |
| 28 |      | Еміль Віземан (1914–1943)          | СС-гауптштурмфюрер        | командир 2-ї роти 1-го дивізіону штурмових гармат СС LSSAH                                  | 20 грудня 1943      | |
| 29 |      | Міхаель Віттман (1914–1944)        | СС-унтерштурмфюрер        | командир взводу 13-ї роти 1-го танкового полку СС LSSAH                                     | 14 січня 1944       | 30 січня 1944 року удостоєний дубового листя № 380 до Лицарського хреста Залізного хреста; 22 червня 1944 року удостоєний мечів № 71 до Лицарського хреста Залізного хреста з дубовим листям (командир роти 101-го важкого танкового батальйону СС (у підпорядкуванні 1-ї танкової дивізії СС «Лейбштандарт СС Адольф Гітлер») |
| 30 |      | Бальтазар Волл (1922–1996)         | СС-ротенфюрер             | навідник гармати 13-ї (важкої) роти 1-го танкового полку СС LSSAH                           | 16 січня 1944       | |
| 31 |      | Герхард Гребарше (1913–1992)       | СС-гауптшарфюрер          | командир взводу 3-ї роти 2-го панцергренадерського полку СС LSSAH                           | 24 січня 1944       | |
| 32 |      | Фріц Генке (1921–1999)             | СС-обершарфюрер           | командир 3-ї роти 1-го дивізіону штурмових гармат СС LSSAH                                  | 12 лютого 1944      | |
| 33 |      | Гельмут Вендорф (1920–1944)        | СС-унтерштурмфюрер        | командир 13-ї (важкої) роти 1-го танкового полку СС LSSAH                                   | 12 лютого 1944      | |
| 34 |      | Герберт Кюльман (1915–1985)        | СС-штурмбанфюрер          | командир 1-го батальйону 1-го танкового полку СС LSSAH                                      | 13 лютого 1944      | |
| 35 |      | Генріх Клінг (1913–1951)           | СС-гауптштурмфюрер        | командир 13-ї (важкої) роти 1-го танкового полку СС LSSAH                                   | 23 лютого 1944      | |
| 36 |      | Генріх Гайман (1915–1944)          | СС-гауптштурмфюрер        | командир 1-го дивізіону штурмових гармат СС LSSAH                                           | 23 лютого 1944      | |
| 37 |      | Рудольф Леман (1914–1983)          | СС-оберштурмбанфюрер      | начальник штабу LSSAH                                                                       | 23 лютого 1944      | |
| 38 |      | Еріх Грац (1909–1974)              | СС-гауптштурмфюрер        | командир 18-ї панцерєгерської роти III батальйону 1-го панцергренадерського полку СС LSSAH  | 14 травня 1944      | |
| 39 |      | Гайнц Новотник (1920–1999)         | СС-унтерштурмфюрер        | командир 14-ї кулеметної роти III батальйону 1-го панцергренадерського полку СС LSSAH       | 14 травня 1944      | |
| 40 |      | Ганс Даузер (1908–2001)            | СС-обершарфюрер           | командир взводу 2-ї роти 1-го батальйону 1-го танкового полку СС LSSAH                      | 4 червня 1944       | |
| 41 |      | Пауль Гуль (1916–1997)             | СС-гауптштурмфюрер        | командир III панцергренадерського батальйону 2-го панцергренадерського полку СС LSSAH       | 4 червня 1944       | |
| 42 |      | Густав Кніттель (1914–1976)        | СС-штурмбанфюрер          | командир розвідувального батальйону СС LSSAH                                                | 4 червня 1944       | |
| 43 |      | Вернер Пьочке (1914–1945)          | СС-гауптштурмфюрер        | командир 1-ї роти 1-го танкового полку СС LSSAH                                             | 4 червня 1944       | |
| 44 |      | Франк Гассе (1917–1944)            | СС-оберштурмфюрер         | командир 11-ї роти 1-го панцергренадерського полку СС LSSAH                                 | 6 серпня 1944       | |
| 45 |      | Ганс Малькомес (1913–1945)         | СС-оберштурмфюрер         | командир 2-ї роти 1-го танкового полку СС LSSAH                                             | 30 жовтня 1944      | |
| 46 |      | Еріх Гьостль (1925–1990)           | панцергренадер СС         | 1-й номер кулеметного розрахунку 6-ї роти 1-го панцергренадерського полку СС LSSAH          | 31 жовтня 1944      | |
| 47 |      | Йозеф Армбергер (1920–1944)        | СС-оберштурмфюрер         | командир 8-ї роти 1-го танкового полку СС LSSAH                                             | 31 жовтня 1944      | |
| 48 |      | Йозеф Діфенталь (1915–2001)        | СС-гауптштурмфюрер        | командир 3-го (броньованого) батальйону 2-го панцергренадерського полку СС LSSAH            | 5 лютого 1945       | |
| 49 |      | Георг Пройсс (1920–1991)           | СС-унтерштурмфюрер        | командир 1-ї роти 1-го танкового полку СС LSSAH                                             | 5 лютого 1945       | |
| 50 |      | Конрад Гойбек (1918–1987)          | СС-унтерштурмфюрер        | командир 1-ї роти 1-го танкового полку СС LSSAH                                             | 17 квітня 1945      | |
| 51 |      | Бернгард Зібкен (1910–1949)        | СС-оберштурмбанфюрер      | командир 2-го панцергренадерського полку СС LSSAH                                           | 17 квітня 1945      | |
| 52 |      | Фрідріх Блонд (1920–2009)          | СС-унтерштурмфюрер        | командир 12-ї роти 1-го панцергренадерського навчально-запасного батальйону СС LSSAH        | 28 квітня 1945      | |
| 53 |      | Вальтер Піч (1920–2005)            | СС-гауптшарфюрер          | командир 4-ї батареї 1-го зенітного дивізіону СС LSSAH                                      | 6 травня 1945       | у Бундесархіві немає доказів про нагородження Піча Лицарським хрестом. Питання присвоєння нагороди не підтверджене |

Позначення